# Éric Marester
Éric Marester (* 12. Juni 1984 in Villeneuve-la-Garenne) ist ein ehemaliger französischer Fußballspieler.

## Karriere
Er fing mit seiner Fußballkarriere bei ES Troyes AC an, von dem er zwei Jahre an den SC Bastia in die Ligue 2 ausgeliehen wurde, wo er zwischen 2005 und 2007 spielte. Am 20. Juli 2011 unterzeichnete er einen Vertrag beim französischen Zweitligisten AS Monaco. Er spielte für AC Arles-Avignon in der Rückrunde der Saison 2012/13. Es folgten weitere Stationen bei AJ Auxerre, AC Ajaccio und Racing Straßburg. 2017 beendete der Abwehrspieler mit 33 Jahren seine aktive Karriere.